# Halle-Vagnaren

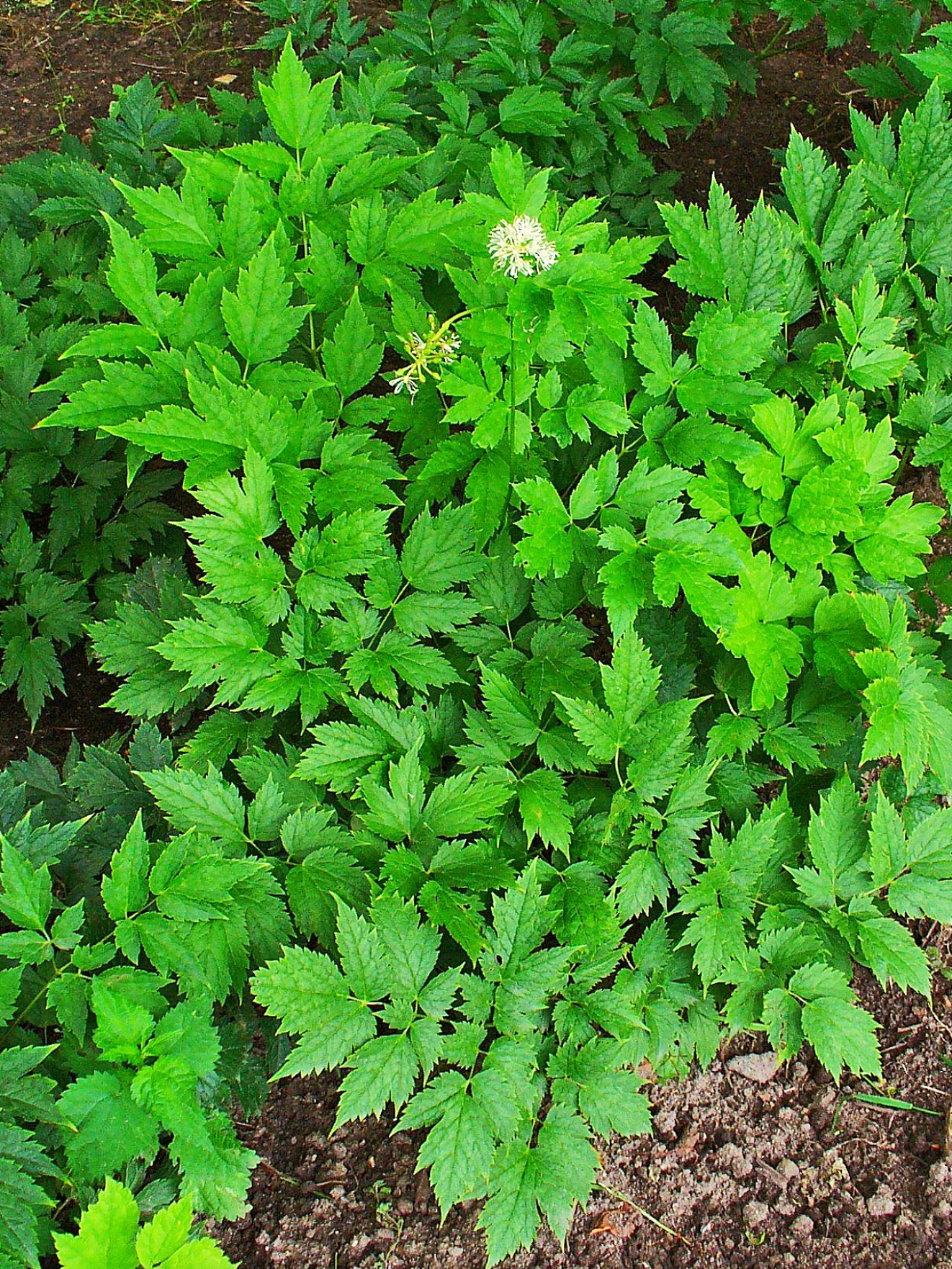
Trolldruva

Halle-Vagnaren är ett naturreservat i Hogdals socken i Strömstads kommun i Bohuslän.
Området är skyddat sedan 2005 och omfattar 122 hektar. Det är beläget vid kusten 15 km norr om Strömstad tätort och 5 km väster om Hogdals kyrka, nära gränsen till Norge. 
Mäktiga bergsformationer reser sig längs Högdalsnäsets västsida. Berget, som i naturreservatet utgörs av bohusgranit, stupar brant ned i Singlefjorden. Vegetationen på Halle-Vagnarens höjdpartier utgörs fr.a. av hällmarkstallskog. Där finns även mer urskogsliknande tallskog med över 300 år gamla träd. Tallen där är anpassad till kustens salt- och vindpåverkan. Fältskiktet är där utvecklat som ljung- och mjölonhed. Från toppen 120 meter över havet har man en hänförande utsikt över skärgården i de svensk-norska gränstrakterna. 
Sprickdalen öster om Halle-Vagnaren upptas i sin norra del av den 1 km långa Vagnsjön. Sprickdalen smalnar av mot söder och omges här av branta, nästan lodräta bergväggar. Där i öster sluttar reservatet ned mot sjön. Liksom söderut i sprickdalen är vegetationen där mer lundartad där lövinslaget är stort; främst ingår ek, björk, asp och hassel men även lind, åtskilliga av ansenlig ålder. Där kan man i fältskiktet finna lundslok, skogssvingel och trolldruva. 
I ekskogen sydväst om Vagnsjö har ett flertal ovanliga lavar och svampar hittats. Av rödlistade arter i reservatet har bl.a. örtlav, grynig lundlav, vit vedfingersvamp, kandelabersvamp och hasselsnok påträffats. Utöver dessa finns bland såväl kärlväxter som svampar, lavar och mossor ett flertal s.k. signalarter - arter som indikerar att området har högt naturvärde - t.ex. desmeknopp, tallticka, lunglav och havstulpanlav.
Inom området häckar regelbundet berguv, spillkråka och trädlärka.
Halle-Vagnaren förvaltas av Västkuststiftelsen.